# Kraj pardubicki
Kraj pardubicki (cz. Pardubický kraj) – jedna z czternastu jednostek podziału terytorialnego w Czechach, odpowiednik województwa. Leży we wschodniej części historycznych Czech oraz zachodnich Moraw. Północnym krańcem sięga granicy z Polską (ziemia kłodzka). Stolicą kraju są Pardubice.

## Powiaty kraju pardubickiego
- Powiat Chrudim
- Powiat Pardubice
- Powiat Svitavy
- Powiat Uście nad Orlicą

## Miasta kraju pardubickiego
- Pardubice
- Česká Třebová
- Chrudim
- Holice
- Svitavy
- Uście nad Orlicą
- Vysoké Mýto